# KN-serien
KN-serien är en av Knäppupps kortare singelserier. Serien består av fem EP/Singlar
- KN 7000 Mitt glada trettital/Den vilsna folkvisan (Povel Ramel)
- KN 7001 Salta biten "Raj raj"/Korn åt små fåglar/ (Sigge Fürst, Martin Ljung & Hans Alfredson)
- KN 7002 The nej tack jump/Terrafirmafesten (Povel Ramel)
- KN 7003 Droppen från New Orleans/Väderrapport (Grynet Molvig)
- KN 7004  The Sukiyaki syndrome/Droppen från New Orleans (Povel Ramel)